# Boucle de Nelson

Boucle ou nœud de Nelson sur le grade britannique d'Admiral of the fleet.

La boucle de Nelson, appelée aussi nœud de Nelson, est l'une des parties de l'insigne de grade porté au niveau de l'encolure, sur les manches ou sur les épaulettes, par les officiers des marines de culture ou d'influence britannique, ainsi que par les navigants de nombreuses compagnies de transport aérien.
Elle se positionne sur la première barre (donc sur le galon supérieur) de l'insigne de grade.

## Origine
Dans le transport aérien civil, il semble qu'elle ait été d'abord portée sur leur uniforme par les pilotes d'hydravion, avant d'être adoptée par les pilotes d'appareils terrestres.
Elle proviendrait, selon la légende, de Horatio Nelson.

## Légende
L'amiral Horatio Nelson, ayant perdu le bras droit lors de l'attaque de la bataille de Santa Cruz de Tenerife, avait, selon la légende, pris l'habitude d'attacher la manche vide de son habit à un bouton sur sa poitrine au moyen d'une ganse. C'est cette ganse — ou boucle — qui serait symbolisée sur les galons des officiers de la Royal Navy.